# Мабуза, Ричард
Ричард Мабуза (англ. Richard Mabuza; 3 марта 1946 — 2018) — свазилендский легкоатлет, выступавший в беге на длинные дистанции и марафонском беге; спортивный функционер. Участник летних Олимпийских игр 1972 года, чемпион Всеафриканских игр 1978 года, бронзовый призёр Всеафриканских игр 1973 года.

## Биография
Ричард Мабуза родился 3 марта 1946 года.
В 1972 году вошёл в состав сборной Свазиленда на летних Олимпийских играх в Мюнхене. В беге на 10 000 метров сошёл с дистанции в полуфинале. В марафонском беге занял 17-е место, показав результат 2 часа 20 минут 39,6 секунды и уступив 8 минут 19,8 секунды завоевавшему золото Фрэнку Шортеру из США. Был знаменосцем сборной Свазиленда на церемонии открытия Олимпиады.
В 1973 году завоевал бронзовую медаль в марафоне на Всеафриканских играх в Лагосе (2:34.18).
В 1974 году стал бронзовым призёром в марафоне на Играх Британского содружества наций в Крайстчёрче.
В 1978 году победил в марафоне на Всеафриканских играх в Алжире (2:21.53).
Впоследствии был вице-президентом Ассоциации лёгкой атлетики Свазиленда, в 1984—1988 годах — её президентом.
Умер в 2018 году.

## Личные рекорды
- Бег на 10 000 метров — 30.08,6 (1974)[3]
- Марафон — 2:12.55 (1974)[3]